# Шерозія Аполлон Єпіфанович
Шерозія Аполлон Єпіфанович (нар. 23 червня 1927, с. Ушапаті, Цхакайский район, Грузинська РСР, СРСР - 1981) - грузинський радянський психолог.

## Біографія
У 1951 році закінчив Тбіліський університет. У 1954 році аспірантуру АН Грузинської РСР. 
У 1955-1960 роках працював науковим співробітником Інституту філософії Академії наук Грузинської РСР. З 1960 року викладав філософію в Тбіліському університеті, а також за сумісництвом працював в Інституті психології ім. Д. Н. Узнадзе АН ГССР. У 1962 р. захистив кандидатську. Доктор філософських наук з 1967. Професор Тбіліського університету з 1968. Член Німецької академії психоаналізу 1979. Один з ініціаторів і організаторів Тбіліського симпозіуму з проблеми несвідомого 1979. Разом з Олександром Прангішвілі і Філіпом Бассіним був редактором тритомної колективної монографії «Несвідоме: природа, функції, методи дослідження».

## Твори
- Різносферні закономірності психіки і проблема несвідомого // Праці Ін-ту філософії АН ГССР. — 1957. — Т. 7
- Досвід обґрунтування нової теорії психіки і проблема несвідомого (установки). — Тбілісі, 1963.
- Філософська думка Грузії в першій чверті 20 століття. — Тбілісі: Вид-во АН Грузинської РСР. 1963. — 302 с.
- Предмет філософії мови (Деякі питання) // Тр. / Тбіліський ун-т. Серія філософських наук. — 1964. — Т. 92
- До проблеми свідомості і несвідомого психічного. Досвід дослідження на основі даних психології установки. — Т. 1. — Тбілісі, 1969.
- До проблеми свідомості і несвідомого психічного. Досвід інтерпретації і викладу загальної теорії. — Т. 2. — Тбілісі, 1973.
- Психіка. Свідомість. Несвідоме. До узагальненої теорії психології. — Тбілісі: Мецниереба, 1979. — 172 с.